# Mark McGrath
Mark McGrath (Hartford, 15 marzo 1968) è un cantante statunitense.

## Carriera
È conosciuto come frontman del gruppo musicale alternative rock Sugar Ray, di cui fa parte dal 1992.
Si è avviato alla carriera musicale nel 1988, anno in cui ha fondato un gruppo chiamato Shrinky Dinx.
Nel 2004 ha iniziato a lavorare in televisione come corrispondente del programma Extra. Ha lavorato in questa trasmissione fino al 2007.
Nel 2010 ha condotto il game-show musicale Don't Forget the Lyrics!.
Nel 2013 lo ritroviamo nelle vesti di attore non protagonista, accanto a Ian Ziering, in Sharknado 2 - The second One e in Sharknado 3.
Ha inoltre duettato con Shania Twain in Party for Two (2004).

## Filmografia parziale

### Televisione
- Sharknado 3 (Sharknado 3: Oh Hell No!), regia di Anthony C. Ferrante – film TV (2015)
- The Office 9x22 (2012)